# مرکز شرمین و بیژن مصور رحمانی برای مطالعات ایران و خلیج فارس
مرکز شرمین و بیژن مصور رحمانی برای مطالعات ایران و خلیج فارس (به انگلیسی: Sharmin and Bijan Mossavar-Rahmani Center for Iran and Persian Gulf Studies) یک مرکز مطالعاتی در دانشگاه پرینستون است. هدف این مرکز پشتیبانی از آموزش و پژوهش در مورد ایران و خلیج فارس و همچنین ایجاد ارتباطات سازنده و نوآورانه در گروه‌های مختلف دانشگاه است. این مرکز با حمایت‌های مالی بیژن مصور رحمانی و همسرش شرمین در سال ۲۰۱۲ بنیانگذاری شد و از زمان تأسیس تا کنون به قطب مهمّی در ایران‌شناسی معاصر تبدیل شده‌است.